# Guanozin-difosfat manoza
Guanozin-difosfat manoza (GDP-manoza) je nukleotidni šećer koji je supstrat za glikoziltransferazne reakcije u metabolizmu. Ovo jedinjenje je supstrat za enzime manoziltransferaze.

## Biosinteza
GDP-manoza se formira iz GTP-a i manoza-6-fosfata posredstvom enzima manoza-1-fosfat guanililtransferaza.